# 内田詠子
内田 詠子（うちだ えいこ、1973年9月29日 - ）は、中京テレビ放送の契約アナウンサー。

## 人物・来歴
- 静岡県焼津市出身
- 早稲田大学人間科学部 卒業
- 血液型 : A型
- 身長 : 161cm
- 趣味 : スポーツジム通い
- 特技 : 手話
- 保有資格 : 普通自動車運転免許・2級ファイナンシャルプランニング技能士(AFP)
- 1997年-2001年･･･南日本放送（MBC）にアナウンサーとして在籍
- 2001年-2007年･･･圭三プロダクション所属のフリーアナウンサー
- 2014年･･･NTB所属のフリーアナウンサー
- 2016年･･･中京テレビ放送に契約アナウンサーとして出向

## エピソード
- 南日本放送時代に出演したTBSの特別番組「全国美人アナ総出演!」で、海岸の砂をパウダースノーと言い間違えたロケの様子が放映された。が、ビキニ姿でのリポートであった為、そちらにスタジオの注目が集まっていた。
- テレビ東京「ワールドビジネスサテライト（WBS）」への最後の出演となった2007年3月28日放送分の中で、同番組降板の理由として「結婚して上海に移住するため」と発表した。以降、活動を休止する。
- 日本帰国後、現在は主にCSスカパー・ビジネス・ブレークスルーの番組[1]に出演中。

## これまで出演してきた番組
南日本放送（MBC）
- 「ぴかぴか情報市場」
- 「MBCニュース」
- 「思いたったらトムソーヤ」
- 「九州が知りたい」
- 「どーんと鹿児島」
- 「Message Box COOOL」
- 「SUNDAY★JACKスクランブル11」（ラジオ）
- 「内田詠子のGo!Go!Go!」（ラジオ）
- 「むっちゃんのきょうも元気にChi・Ka・Raこぶ」(2001年）

TBS
- 「エクスプレス」限定極上品コーナー（中継）

テレビ東京
- 「TOKYO最新レポート」キャスター
- 「東京都議会」リポーター
- 「ワールドビジネスサテライト(WBS)」リポーター（2005年4月-2007年3月）

NNN24
- 「スーパーモーニングライブ24」キャスター
- 「マーケット･ナビ」東証中継・キャスター

CSスカパー・ビジネス・ブレークスルー
- 「ITライブ」「シックスシグマ」キャスター
- 「ビジネス基礎講座ロジステックス」 キャスター

スターキャット・ケーブルネットワーク
- トピックマイタウン

中京テレビ放送
- news zero 中京テレビローカルパート
- NNNストレイトニュース（土曜不定期、東海地区キャスター）
- news every.サタデー 中京テレビローカルパート
- Going! Sports&News 中京テレビローカルパート
- キャッチ! （ナレーター）
- 真相報道 バンキシャ! 中京テレビローカルパート